# Aktywizm (filozofia)
Aktywizm (łac. activus – czynny, działający) – stanowisko filozoficzne głoszące metafizyczne pierwszeństwo aktywności i zmiany nad trwałością i stałością. Stanowiska aktywistyczne pojawiły się dopiero w filozofii nowożytnej jako opozycja do obecnego szczególnie silnie w metafizyce klasycznej substancjalizmu. Według aktywistów substancja nie jest – jak głosili substancjaliści – podstawowym, autonomicznym ontycznie elementem Bytu, ale jest zależna od aktywności podmiotu.
W antropologii filozoficznej ontologiczny aktywizm łączy się ściśle z przekonaniami o wyższości woli nad rozumem i czynu nad działalnością intelektualną (woluntaryzm). W filozofii historii łączy się ściśle z przekonaniami o wyższości postępu nad tradycją.